# Булатовка (приток Сурмета)
Булатовка — река в России, протекает по Абдулинскому району Оренбургской области. Длина реки составляет 17 км, площадь водосборного бассейна — 39,1 км².
Начинается в селе Покровка, течёт в юго-восточном направлении между осиново-кленовым и кленово-дубовым лесами, пересекает село Булатовка, далее течёт по оврагу. Устье реки находится в 7 км по правому берегу реки Сурмет в селе Артемьевка.
На реке имеется два пруда.

## Данные водного реестра
По данным государственного водного реестра России относится к Камскому бассейновому округу, водохозяйственный участок реки — Ик от истока и до устья, речной подбассейн реки — бассейны притоков Камы до впадения Белой. Речной бассейн реки — Кама.
Код объекта в государственном водном реестре — 10010101312111100027735.